# Aeropuerto Internacional de Kansas City
El Aeropuerto Internacional de Kansas City (IATA: MCI, OACI: KMCI, FAA LID: MCI), originalmente llamado Aeropuerto Internacional Mid-Continent, es un aeropuerto público localizado a 15 millas (24 km) al noroeste del distrito central de negocios de Kansas City, en el Condado de Platte, Misuri, Estados Unidos. En 2007, 12,000,997 pasajeros utilizaron el aeropuerto, convirtiéndose en el 37.º aeropuerto con más movimiento de pasajeros en Norteamérica.
El aeropuerto internacional de Kansas City fue calificado como el 1.er aeropuerto de tamaño medio según el estudio de satisfacción de los aeropuertos norteamericanos en 2007 de J.D. Power and Associates (recibiendo cinco estrellas de cinco en todas las categorías excepto en reclamación de equipajes en donde obtuvo cuatro) El estudio considera un aeropuerto mediano cuando cuenta con una capacidad de 10 a 30 millones de pasajeros al año.
En febrero de 2008, U.S. News & World Report calificó al aeropuerto como "el 3.er aeropuerto menos miserable" de los Estados Unidos, basándose en los 47 aeropuertos con más movimiento del país.
La mayor aerolínea del aeropuerto es Southwest Airlines que opera un gran número de vuelos diarios y el aeropuerto sirve como centro de conexiones secundario de Frontier Airlines.
El aeropuerto siempre ha sido de ámbito civil y nunca ha tenido asignada ninguna unidad de la Guardia Nacional, al contrario que muchos otros aeropuertos de su mismo tamaño.

## Historia

### Aeropuerto Industrial de Kansas City
El aeropuerto (llamado de forma informal como Aeropuerto Industrial de Kansas City) fue construido después de la Gran Inundación de 1951 que destruyó las instalaciones de las aerolíneas locales Mid-Continent Airlines y TWA desde el Aeropuerto Fairfax en el transcurso del río Misuri hasta el Aeropuerto Urbano de Kansas City (que no resultó tan dañado en la inundación).
Fairfax era el principal centro de operaciones de pasajeros y correo aéreo de Mid-Continent. TWA tenía su principal centro de mantenimiento en una antigua planta de ensamblaje del Bombardero B-25 en Fairfax mientras que los vuelos comerciales de TWA partían del principal aeropuerto del centro de la ciudad.
Kansas City planeaba construir un aeropuerto que pudiese disponer de pistas de 10 000 pie (3048,0 m) y reconoció que las posibilidades de ampliación del aeropuerto urbano eran limitadas.
En ese momento, Kansas City ya disponía del Aeropuerto Grandview al sur de la ciudad que disponía de un amplio espacio de expansión. Sin embargo, Kansas City prefirió construir un aeropuerto totalmente nuevo al norte de la ciudad y lejos del río Misuri haciendo caso a las peticiones de los nativos del condado de Platte, representados por Jay B. Dillingham, presidente de la reserva de Kansas City que también resultó destruida en la inundación.
El lugar concreto perteneciente a la aldea de Hampton, Misuri fue adquirido en mayo de 1953 (con un anticipo de 23 millones de dólares) bajo la tutela del alcalde L.P. Cookingham. La Cookingham Drive es ahora la principal carretera de acceso al aeropuerto. Los terrenos fueron totalmente adquiridos en septiembre de 1954. La primera pista se inauguró en 1956. Al mismo tiempo se donó el aeropuerto del sur, Aeropuerto Grandview a la USAF convirtiéndose en la Base Aérea Richards-Gebaur.
El aeropuerto se sitúa junto a la U.S. 71 (ahora I-29) .

### Aeropuerto Internacional Mid-Continent
Cuando Mid-Continent se fusionó con Braniff en 1952, Kansas City decidió bautizar al nuevo aeropuerto como Mid-Continent por su histórico arraigo con la ciudad (atendiendo los Campos de petróleo de Mid-Continent).
TWA firmó un acuerdo para mover su centro de mantenimiento al aeropuerto en 1954 según el cual la ciudad sería la constructora y propietaria del centro de mantenimiento valorado en 18 millones de dólares pero que sería cedida a TWA.
El aeropuerto no tuvo servicios de pasajeros regulares hasta 1963 cuando una memoria de la FAA consideró el aeropuerto urbano como "uno de los peores aeropuertos del país para aviones grandes" y recomendando no invertir más dinero gubernamental en él.
Además de los límites de ampliación, había pregunta de si podría atender al nuevo Boeing 747. Los aviones tenían que efectuar elevados ascensos y descensos para evitar los rascacielos y la Quality Hill en el lado sur de la pista.

### TWA: "Aeropuerto del futuro"
En 1966 los votantes aprobaron por 24 a 1 un presupuesto de 150 millones de dólares para mover el aeropuerto principal de la ciudad y expandirlo. La ciudad consideró construir el nuevo aeropuerto a cinco millas (8 km) al norte del centro urbano de Kansas City en la desembocadura del río Misuri o situarlo al sur de Condado de Jackson, Misuri, pero finalmente prevaleció la idea de hacerlo en los terrenos que la ciudad ya tenía en su posesión.
En ese momento el aeropuerto se encontraba fuera de los terrenos del condado de Platte. Se construyó el pequeño pueblo de Platte City, Misuri, junto al aeropuerto.
Kansas City finalmente adhirió al aeropuerto a sus propiedades. Kivett and Myers diseñaron las terminales y la torre de control. Fue inaugurado el 23 de octubre de 1972 por el vicepresidente Spiro Agnew. Las luchas laborales y las interrupciones incrementaron los costes hasta los 250 millones de dólares. Kansas City renombró el aeropuerto como Aeropuerto Internacional de Kansas City (aunque tomó el código aeroportuario MCI). Las dos principales aerolíneas con base en Kansas City, TWA y Braniff, así como otras compañías, movieron sus operaciones al nuevo aeropuerto.
Muchas de las decisiones de diseño del aeropuerto fueron tomadas por TWA que pretendía convertirlo en base de sus Boeing 747 y aviones supersónicos para transportar a todas las personas del centro de Estados Unidos a todos los puntos del mundo. Las calles próximas al aeropuerto reciben nombres como Mexico City Avenue, Brasilia Avenue, Paris Street, London Avenue, Tel Aviv Avenue y otras parecidas.
TWA vetó los conceptos de modelo del Aeropuerto Internacional de Washington Dulles y del Aeropuerto Internacional de Tampa porque estos dos aeropuertos tenían transportes automáticos que harían el proyecto mucho más caro. TWA insistió en el concepto "Conduce hasta tu puerta" con puertas de embarque a solo 75 pies (22,9 m) de la carretera (las señales indican los vuelos concretos que salen de cada puerta). Las terminales, compuestas de unas plantas, no disponen de escaleras. Un trazado similar se siguió en el Aeropuerto Internacional de Dallas-Fort Worth.

### La visión de los defectos según TWA
La visión de TWA de cara al futuro de vuelos, donde había sido una pionera por el Centro de vuelo TWA en el Aeropuerto JFK en Nueva York (que también permitía que los coches quedasen estacionados ceca de las puertas de embarque), le demostraba que este diseño se había quedado obsoleto antes incluso de empezar a funcionar.
La terminal resultaría incómoda para la cantidad de pasajeros que podía acomodar un 747 en las reducidas zonas de las puertas de embarque. Además, cuando los controles de seguridad comenzaron a ser instalados en los 70 para impedir el secuestro de aviones, era muy complicado y caro, colocar un punto de control en cada puerta de embarque en lugar de centralizarlos todos en un único punto.
Como resultado, los servicios a los pasajeros serían inexistentes después de pasar los controles de seguridad de la zona de salidas. No habría lavabos, ni tiendas, restaurantes, kioscos, cajeros o cualquier otro s rvicio de pasajeros sin un área de seguridad y un nuevo control de seguridad antes de acceder al avión.
Poco después de la apertura del aeropuerto, TWA preguntó si las terminales podrían ser reformadas para albergar estos elementos. Kansas City, mencionó que los elevados costes para adecuarse a las especificaciones de TWA serían casi equivalentes a construir nuevamente el aeropuerto, por lo que se rechazó, incitando a TWA a mover su base de operaciones al Aeropuerto Internacional Lambert-Saint Louis en San Luis (Misuri).

### Diseño

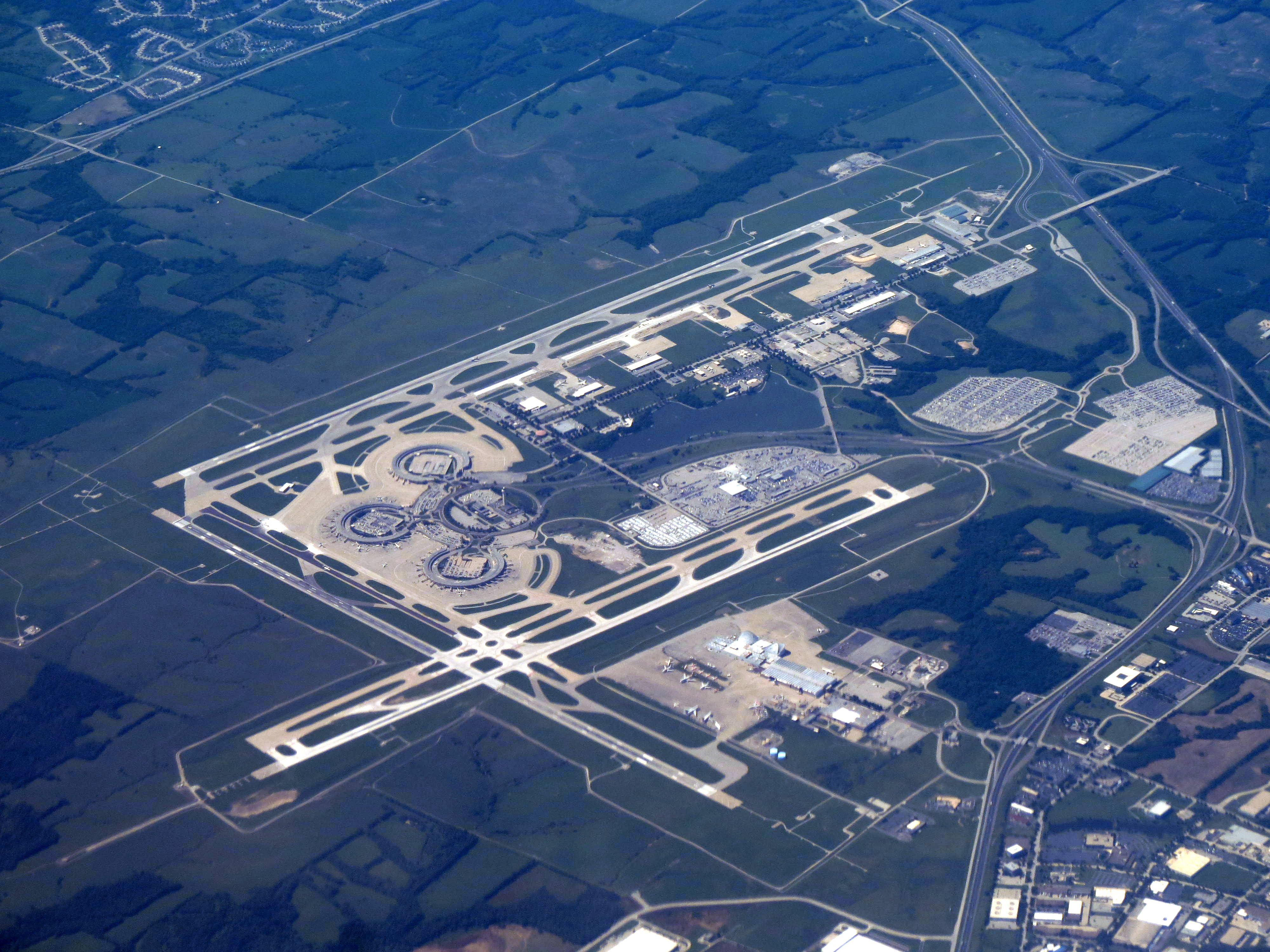
Vista aérea del aeropuerto.

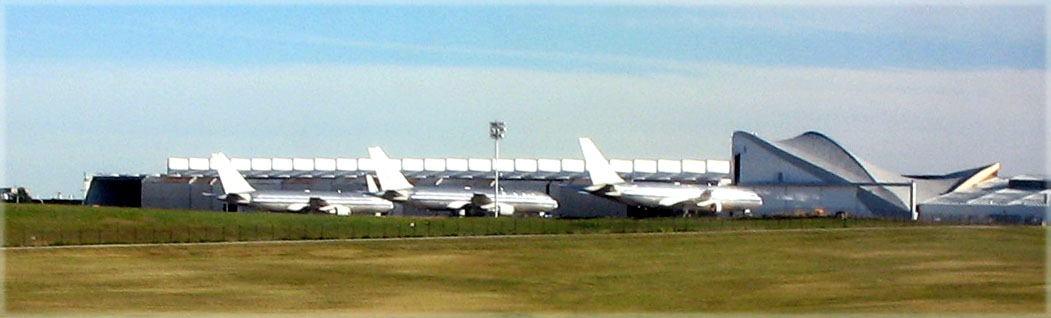
Base de revisión de Kansas City.

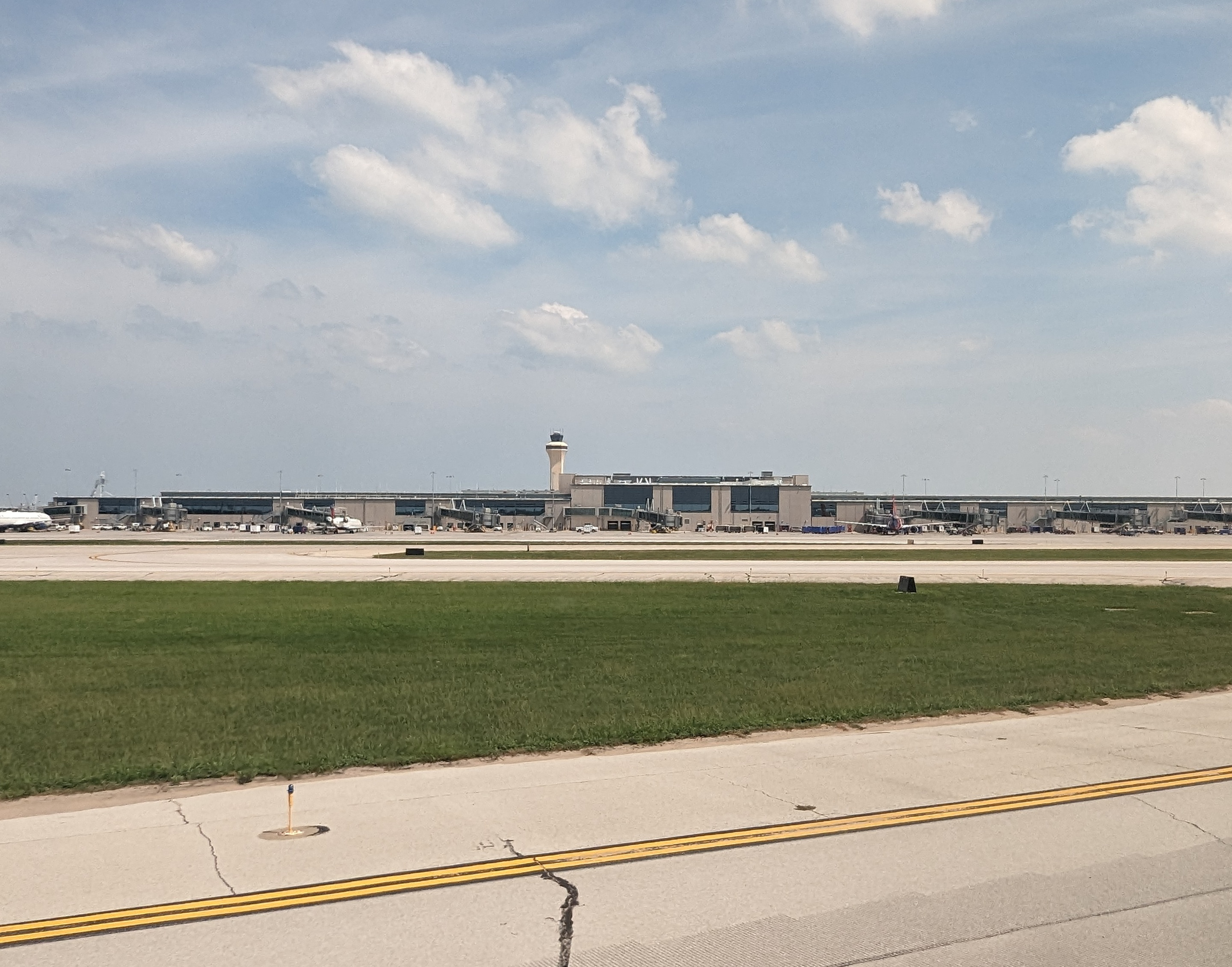
Lado aire del aeropuerto.

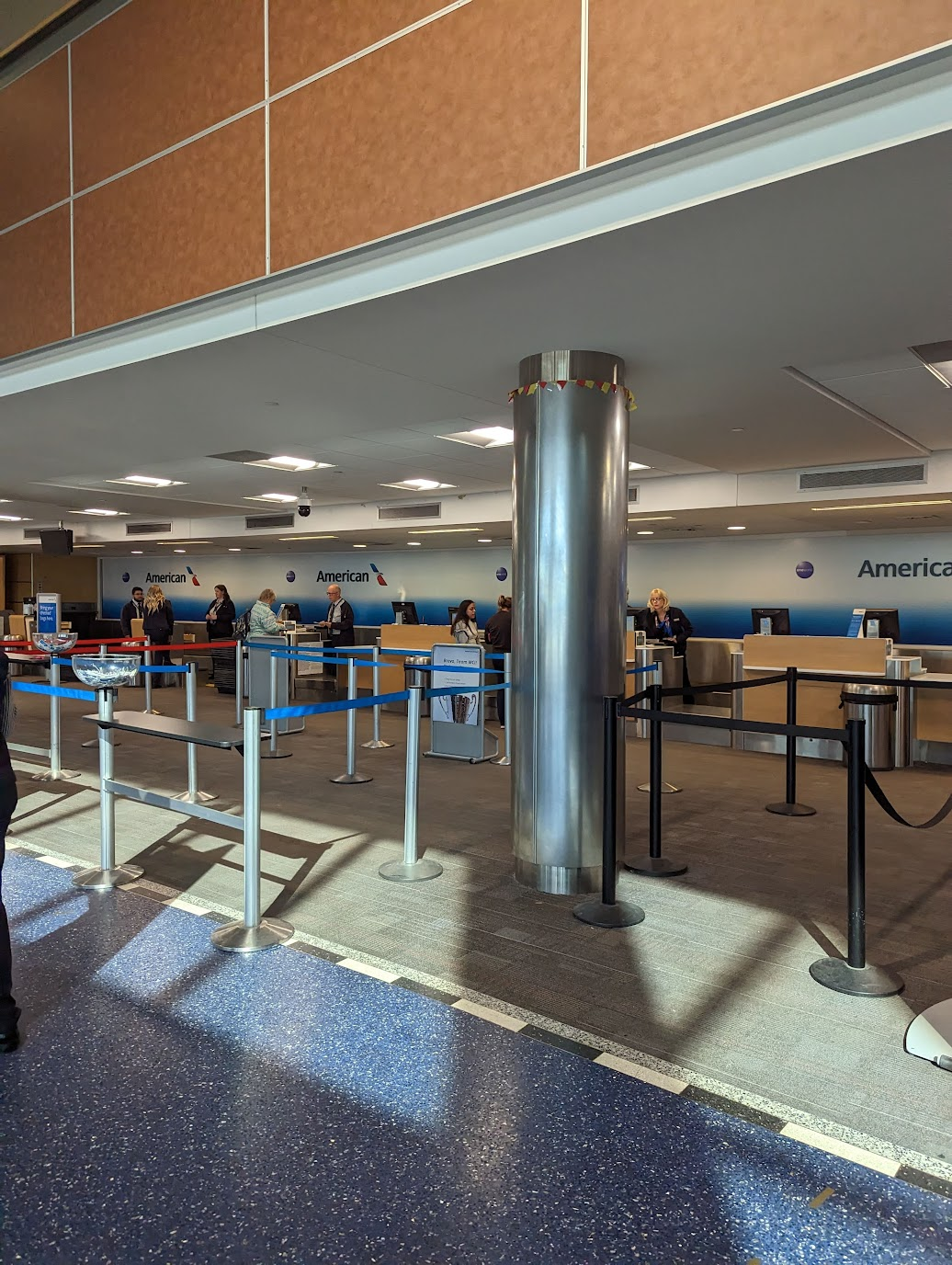
Mostradores de documentación de la terminal C de American, tomada el día antes del cierre.

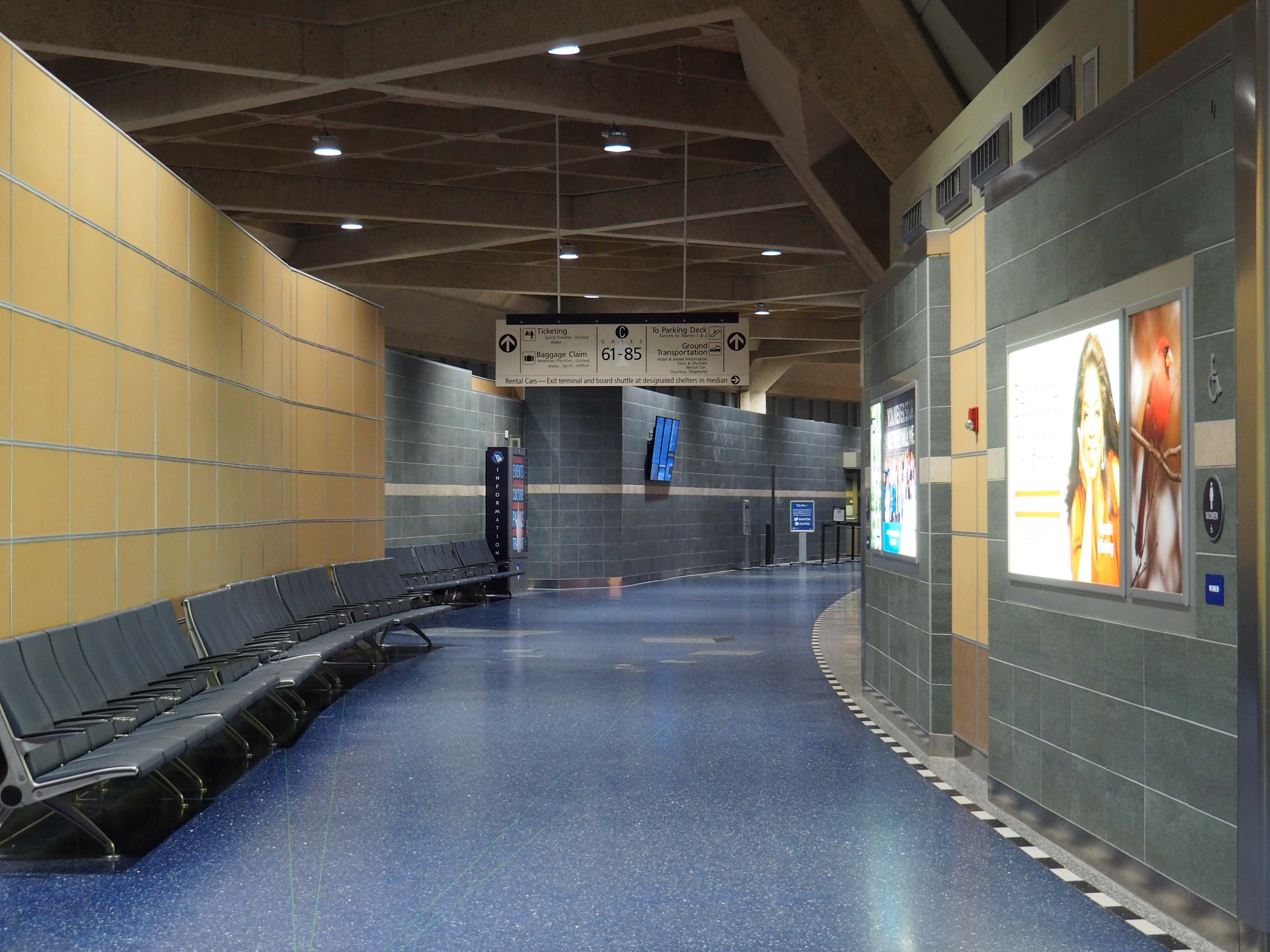
Interior de la Terminal C poco antes del cierre3.

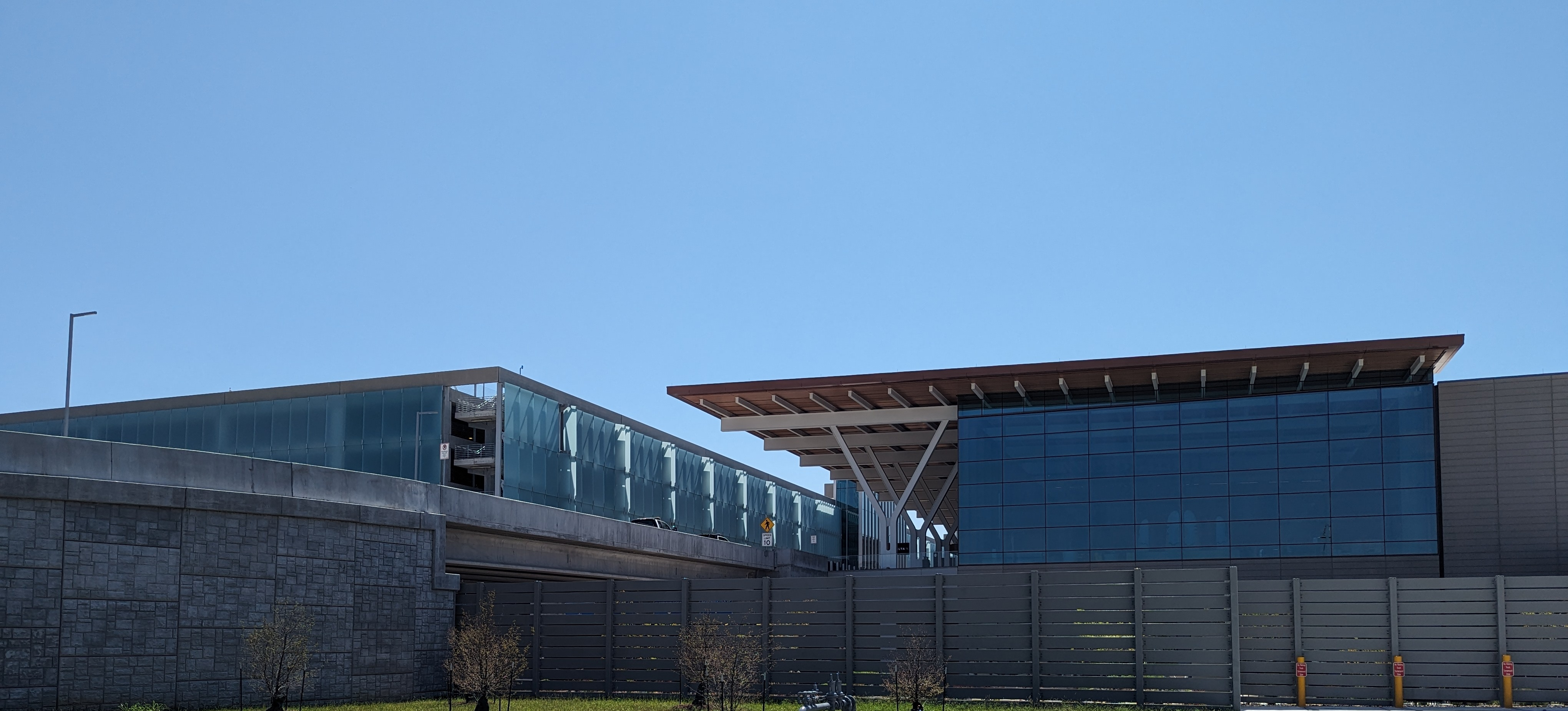
El estacionamiento y la nueva terminal.

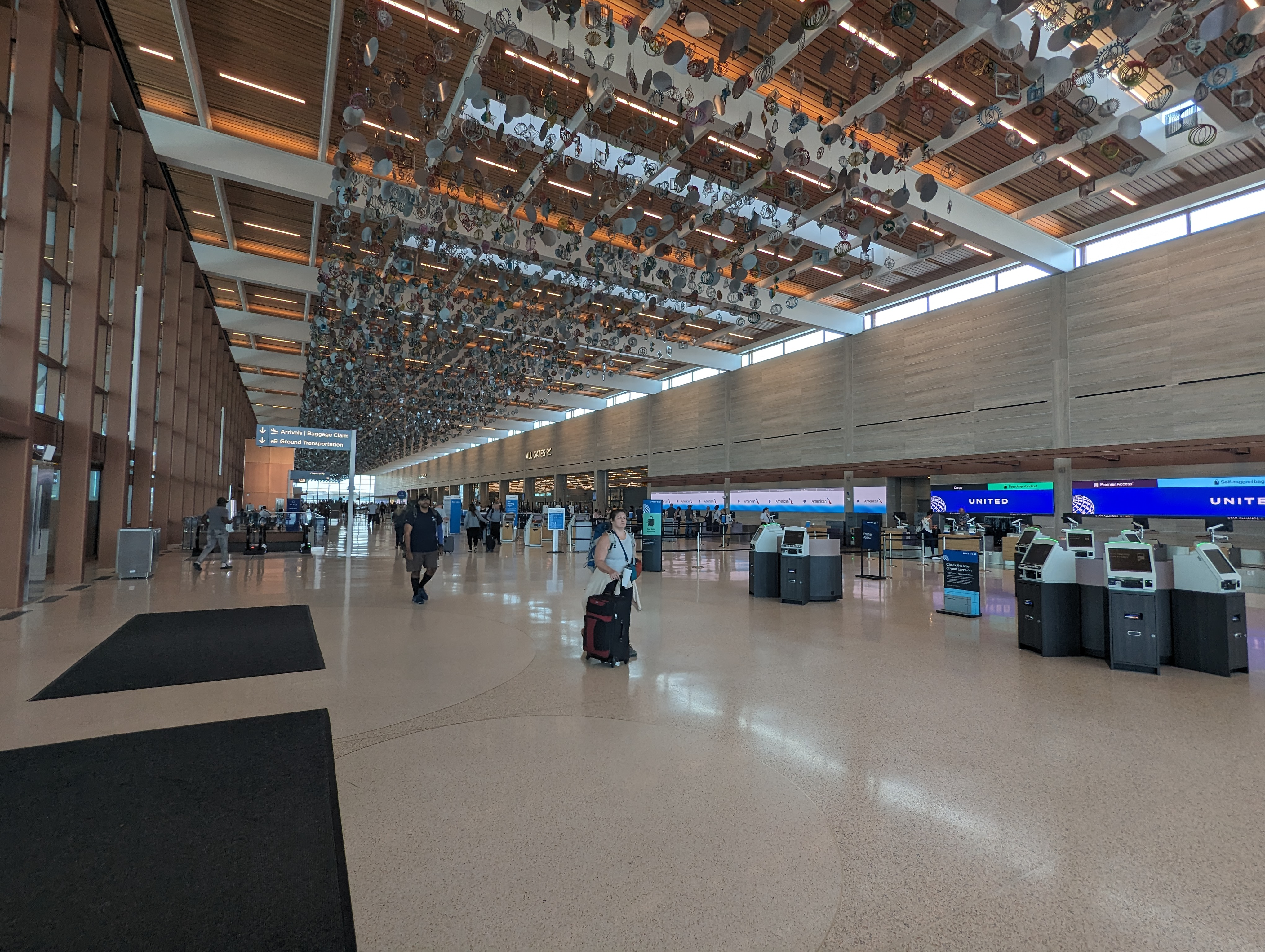
Sala de embarque de la nueva terminal.

Las terminales de pasajeros de MCI tienen una estructura única comprendida de 3 terminales en forma de anillos. Cada anillo dispone de un aparcamiento de corta estancia en su centro. De este modo, el viajero tiene la posibilidad de aparcar, caminar no más de 30 metros (100 pies), y llegar a la puerta de embarque. Los viajeros que lleguen pueden salir de la puerta de embarque, y caminar directamente a fuera de la terminal sin tener que atravesar ningún pasillo. El aeropuerto de Kansas City también dispone de instalaciones de aparcamientos a las afueras de la zona aeroportuaria. Los eslóganes en el momento de su apertura fueron "El paseo más corto del mundo para volar" y "Conduce hasta tu puerta." Se propuso la construcción de un cuarto así como de una cuarta pista de 15 100 pie (4602,5 m) que nunca se han llegado a construir. Sin embarque, hasta que se construyó la nueva instalación de coches de alquiler, cualquiera podía ver el asentamiento destinado a la cuarta terminal.
Kansas City y las aerolíneas se mostraron contrarias a la instalación de un "people movers" que conectase los tres anillos. Por el contrario existen buses que transportan a los pasajeros entre los anillos. Al principio se cobraban 25 céntimos por coger estos autobuses. Sin embargo, haciendo caso de las abundantes protestas de los viajeros se retiró la tarifa y el transporte es ahora gratuito.

### Seguridad
Después de la creación de la Administración de la Seguridad en el Transporte (TSA), MCI fue uno de los cinco aeropuertos donde la TSA experimentó el uso de compañías externas para todos los servicios de inspección de viajeros. El aeropuerto contrató a FirstLine Transportation Security, una empresa independiente que reunía los requisitos de entrenamiento y contratación de la TSA. TSA supervisa a estas empresas, aunque no tenga empleados gubernamentales.
Véase: Programa de seguridad privada de TSA

### Renovaciones
Se confirmó un proyecto de mejora de la terminal de 258 millones de dólares en noviembre de 2004. Bajo la tutela de 360 Architecture, se efectuaron las siguientes mejoras:
- Incremento del tamaño del muelle de embarque para proporcionar vestíbulos más grandes, un mayor número de locales, más asientos y un servicio de información mejorado.
- La creación de pequeños espacios en el lado aire para mejora de la atención al cliente.
- Un acuerdo firmado que convierte en más efectiva y económica la terminal al recolocar las labores de fontanería en la zona de plataforma, sin embargo dejó a la vista zonas de hormigón y la estructura original mientras que también proporcionó más luz natural en la terminal.

Otras mejoras incluyen nuevos acabados por todas partes, una nueva entrada al vestíbulo para impedir el flujo de aire entre el interior y el exterior del edificio, nuevos puestos de reclamación de equipajes perdidos, actualización de la zona de tiendas, un nuevo acristalado exterior y un diseño común para los mostradores de venta de billetes.
Las tres terminales están ahora con pisos de terrazzo azul, actualización de las pantallas de salidas y llegadas y, se dispone de lavabos y locales en la sala de espera de pasajeros. En mayo de 2007, la última parte del proyecto (una instalación de coches de alquiler e instalaciones de arte) fue concluida.
A pesar de este proyecto aún se mantiene un grave problema. Las modificaciones necesarias para adecuarse a la normativa de seguridad de TSA propiciaron que muchas zonas de embarque tan solo tengan un único lavabo que fue instalado durante la remodelación; el resto de lavabos están en el recibidor del aeropuerto que está en el lado tierra y por tanto, antes de pasar los controles de seguridad.
En 2006 el aeropuerto comenzó a ofrecer conexión Wi-Fi gratuita.
Como parte de la renovación, el aeropuerto se convirtió en uno de los escasos en Estados Unidos en ofrecer un área de limpieza para los taxistas musulmanes, permitiéndoles oficiar sus tradiciones religiosas de una manera segura y desinfectada. La instalación fue creada con lo obtenido de los cargos extra del uso del taxi aeroportuario.

## Instalaciones y aviones
El aeropuerto internacional de Kansas City ocupa un área de 10 200 acres (4128 ha) que posee tres pistas. En 2007, el aeropuerto tuvo 194,969 operaciones, una media de 534 al día.

## Propuesta de terminal central
Los directivos del aeropuerto y los políticos de la ciudad dicen que la fusión de las tres terminales de MCI en una sola es inevitable. Mencionan que los gastos de operación de los diversos controles de seguridad dentro de cada terminal, así como la falta de locales y tiendas tras pasar la seguridad. No menos importantes son los elevados costes de operación del aeropuerto que incitan a recurrir rápido a una única terminal. Se contrataron a algunos especialistas e hicieron un plan de desarrollo de cinco conceptos para el futuro.
En el transcurso de los años Kansas City continuó invirtiendo en las tres terminales independientes con un aparcamiento en altura en la zona central de cada una de las terminales conectándose a la terminal a través de pasadizos.
El 7 de diciembre de 2007, la nueva actualización del plan director (Hecho requerido cada 10 años para todos los aeropuertos importantes de los Estados Unidos por la FAA) presentó los nuevos planes de engendrar una terminal central.
Con el nuevo plan director, la terminal central será construida en un terreno vacío al sur del aeródromo y albergará un único control de seguridad, un vestíbulo para locales y tiendas, y cuatro salientes para las puertas de embarque. Estos salientes podrían ser ampliados más tarde, según afirmaban los especialistas. La construcción de la nueva terminal no interrumpirá en las operaciones del aeropuerto. También fue propuesto que la pista 01R fuese ampliada has alcanzar la longitud de 12 000 pies (3657,6 m), del mismo modo, actualmente se discute la construcción de una cuarta pista de 12 000 pie (3657,6 m) al oeste de la actual pista 01L. Los arquitectos que trabajaron en el diseño del nuevo director fueron Landrum & Brown. Se ofreció una solución al ayuntamiento de la ciudad respetando los planes para el verano de 2008.

## MCI en lugar de KCI
A pesar de las peticiones de Kansas City, el aeropuerto no logró cambiar su código IATA procedente de su antiguo nombre de Mid-Continent cuando el registro MCI fue marcado como el oficial. Más tarde las posibilidades de cambio se complicaron cuando la Comisión Federal de Telecomunicaciones (FCC) reservó los códigos que empezaban por "K" o "W" para las emisoras de radio y televisión; convirtiéndose así KCI en un código ya utilizado. [cita requerida]
En 1973, Wichita, Kansas presentó una queja en contra del nombre de Mid-Continent para su Aeropuerto Municipal (código IATA: ICT, código ICAO: KICT) después de que Kansas City lo abandonase. Sin embargo, Wichita no tuvo suerte en cambiar su código IATA por las mismas razones (incluyendo la prohibida "W").
El aeropuerto urbano de Kansas City también fue víctima de la restricción de la "K" porque recibió originalmente el nombre de Aeropuerto Municipal y por lo tanto su código es MKC y además se encontraba en Misuri.
Las restricciones de la "W" y la "K" fueron retiradas pero la IATA se opuso a cambiar los nombres que aparecían en las cartas aeronáuticas.

## Bases de operaciones
MCI es actualmente una base de operaciones de Frontier Airlines. Southwest Airlines también efectúa un elevado número de vuelos (68 diarios de lunes a viernes) y es la compañía más grande del aeropuerto. Sin embargo, no consideran a MCI como aeropuerto principal (si bien Southwest no se refiere a ninguna ciudad como base).
El aeropuerto sirvió de base para las ya desaparecidas aerolíneas Eastern Air Lines, Midwest Airlines, Vanguard Airlines, y Braniff Airways. Fue también una antigua base de TWA y US Airways. TWA (y después American Airlines como su sucesora) operó la base de mantenimiento en el aeropuerto con una reducida plantilla de 900 empleados.
Con 10 000 acres (40 km²), es uno de los aeródromos más grandes de los Estados Unidos. Además de los vuelos de pasajeros, el aeródromo también permite el vuelo de aviones de aviación general, y se trata de un aeropuerto muy activo en cuanto a carga. En 2006 atendió a 10,6 millones de pasajeros.

## Aerolíneas y destinos

### Pasajeros
| Aerolíneas           | Destinos |
| -------------------- | --- |
| Alaska Airlines      | Portland (OR), Seattle/Tacoma Estacional: Cancún, Puerto Vallarta |
| Allegiant Air        | Estacional: Destin/Fort Walton Beach, Gulf Shores, Punta Gorda (FL), San Petersburgo/Clearwater |
| American Airlines    | Charlotte, Chicago–O'Hare, Dallas/Fort Worth, Filadelfia, Miami, Phoenix–Sky Harbor Estacional: Cancún, Washington–National |
| American Eagle       | Chicago–O'Hare, Dallas/Fort Worth, Filadelfia, Washington–National Estacional: Miami, Phoenix–Sky Harbor |
| Delta Air Lines      | Atlanta, Detroit, Los Ángeles, Mineápolis/St. Paul, Nueva York–LaGuardia, Salt Lake City, Seattle/Tacoma Estacional: Cancún (reinicia el 20 de diciembre de 2025) |
| Delta Connection     | Boston, Nueva York–JFK, Raleigh/Durham Estacional: Mineápolis/St. Paul, Orlando (inicia el 20 de diciembre de 2025) |
| Frontier Airlines    | Atlanta, Denver, Tampa (inicia el 11 de octubre de 2025) |
| Southwest Airlines   | Albuquerque, Atlanta, Austin, Baltimore, Burbank, Cancún, Chicago–Midway, Dallas–Love, Denver, Fort Lauderdale, Fort Myers, Houston–Hobby, Indianápolis, Las Vegas, Los Ángeles, Milwaukee, Nashville, Nueva Orleans, Nueva York–LaGuardia, Oakland, Orlando, Phoenix–Sky Harbor, Punta Cana (inicia el 7 de marzo de 2026), Raleigh/Durham, Sacramento, San Antonio, San Diego, San Luis, Tampa, Washington–National Estacional: Charleston, Columbus–Glenn, Destin/Fort Walton Beach, Jacksonville, Miami, Montego Bay, Myrtle Beach, Panama City (FL), Pensacola, Portland (OR), San José del Cabo, Sarasota, Seattle–Tacoma |
| Spirit Airlines      | Detroit, Fort Lauderdale, Las Vegas, Los Ángeles, Nashville, Orlando Estacional: Fort Myers, Myrtle Beach |
| Sun Country Airlines | Estacional: Mineápolis/St. Paul |
| United Airlines      | Chicago–O'Hare, Denver, Houston–Intercontinental Estacional: Newark |
| United Express       | Chicago–O'Hare, Denver, Houston–Intercontinental, San Francisco, Washington–Dulles Estacional: Newark |

### Carga
| Aerolíneas              | Destinos                                                     |
| ----------------------- | ------------------------------------------------------------ |
| Amazon Air              | Lakeland                                                     |
| Atlas Air               | Baltimore, Cincinnati, Riverside/March Air Base              |
| DHL Aviation            | Cedar Rapids/Iowa City, Cincinnati                           |
| FedEx Express           | Fort Worth, Indianápolis, Memphis, Oakland                   |
| Freight Runners Express | Columbia, Fargo                                              |
| UPS Airlines            | Chicago/Rockford, Louisville, Ontario, San Luis, Sioux Falls |

### Destinos internacionales
Se ofrece servicio a 5 destinos internacionales (3 estacionales), a cargo de 4 aerolíneas.
| México (3 destinos [2 estacionales], 4 aerolíneas)         |                                              | |
| Cancún                                                     | Aeropuerto Internacional de Cancún           | Alaska Airlines (Estacional) / American Airlines (Estacional) / Delta Air Lines (Estacional) (reinicia el 20 de diciembre de 2025) / Southwest Airlines |
| Puerto Vallarta                                            | Aeropuerto Internacional de Puerto Vallarta  | Alaska Airlines (Estacional) |
| San José del Cabo                                          | Aeropuerto Internacional de Los Cabos        | Southwest Airlines (Estacional) |
| Jamaica (1 destino [estacional], 1 aerolínea)              |                                              | |
| Montego Bay                                                | Aeropuerto Internacional Sir Donald Sangster | Southwest Airlines (Estacional) |
| República Dominicana (1 destino, 1 aerolínea)              |                                              | |
| Punta Cana                                                 | Aeropuerto Internacional de Punta Cana       | Southwest Airlines (inicia el 7 de marzo de 2026) |
| Total: 5 destinos (3 estacionales), 3 países, 4 aerolíneas |                                              | |

## Cultura popular
El aeropuerto internacional de Kansas City fue el escenario mostrado en el episodio 63 de Discovery Channel en la serie televisiva Trabajos Sucios. El episodio mostró el sistema de carga de equipajes de Southwest Airlines y el incinerador del aeropuerto. Fue proyectado el 20 de febrero de 2007. Un episodio posterior de 2007 mostró a Rowe limpiando un camión de pintura en MCI.

## Estadísticas

### Rutas más transitadas
| Número | Ciudad                        | Pasajeros | Aerolínea                                                              |
| ------ | ----------------------------- | --------- | ---------------------------------------------------------------------- |
| 1      | Denver, Colorado              | 539,000   | Frontier Airlines, Southwest Airlines, United Airlines, United Express |
| 2      | Atlanta, Georgia              | 470,000   | Delta Air Lines, Southwest Airlines                                    |
| 3      | Chicago, Illinois (ORD)       | 333,000   | American Airlines, American Eagle, United Airlines, United Express     |
| 4      | Dallas, Texas (DFW)           | 309,000   | American Airlines, American Eagle                                      |
| 5      | Phoenix, Arizona              | 305,000   | American Airlines, Southwest Airlines                                  |
| 6      | Las Vegas, Nevada             | 267,000   | Southwest Airlines, Spirit Airlines                                    |
| 7      | Chicago, Illinois (MDW)       | 247,000   | Southwest Airlines                                                     |
| 8      | Orlando, Florida              | 225,000   | Frontier Airlines, Southwest Airlines, Spirit Airlines                 |
| 9      | Dallas, Texas (DAL)           | 219,000   | Southwest Airlines                                                     |
| 10     | Charlotte, Carolina del Norte | 199,000   | American Airlines, American Eagle                                      |

### Tráfico anual
| Año  | Pasajeros     | Año  | Pasajeros  | Año  | Pasajeros  | Año  | Pasajeros  |
| ---- | ------------- | ---- | ---------- | ---- | ---------- | ---- | ---------- |
| 1972 | 3,968,244 (a) | 1987 | 9,433,030  | 2002 | 9,910,994  | 2017 | 11,503,609 |
| 1973 | 3,884,754     | 1988 | 9,481,389  | 2003 | 9,343,046  | 2018 | 11,850,825 |
| 1974 | 4,227,416     | 1989 | 9,351,284  | 2004 | 9,749,171  | 2019 | 11,795,635 |
| 1975 | 4,229,849     | 1990 | 6,943,836  | 2005 | 9,735,617  | 2020 | 4,493,669  |
| 1976 | 4,495,796     | 1991 | 6,946,615  | 2006 | 10,569,590 | 2021 | 7,677,004  |
| 1977 | 4,723,604     | 1992 | 7,414,584  | 2007 | 11,276,383 | 2022 | 9,819,092  |
| 1978 | 5,335,928     | 1993 | 7,932,018  | 2008 | 10,469,524 | 2023 | 11,545,742 |
| 1979 | 5,927,593     | 1994 | 8,923,516  | 2009 | 9,774,945  | 2024 | 12,121,778 |
| 1980 | 5,277,391     | 1995 | 9,500,980  | 2010 | 10,156,260 | 2025 |            |
| 1981 | 4,626,008     | 1996 | 10,017,451 | 2011 | 10,400,854 | 2026 |            |
| 1982 | 5,082,081     | 1997 | 11,060,227 | 2012 | 9,992,746  | 2027 |            |
| 1983 | 5,010,752     | 1998 | 10,954,527 | 2013 | 9,872,314  | 2028 |            |
| 1984 | 6,458,155     | 1999 | 11,490,551 | 2014 | 10,166,879 | 2029 |            |
| 1985 | 7,238,789     | 2000 | 11,910,654 | 2015 | 10,471,141 | 2030 |            |
| 1986 | 8,299,388     | 2001 | 11,601,958 | 2016 | 11,041,750 | 2031 |            |

(a)Incluye los totales de pasajeros del Aeropuerto Urbano Charles B. Wheeler de enero a noviembre de 1972.

## Transporte con el aeropuerto
MCI está estratégicamente localizado junto a las autopistas Interestatal 29 e Interestatal 435, que se encuentra a 15 millas (24,1 km) del centro de la ciudad y de los principales destinos de negocios en los suburbios del sur. La escasez de otras opciones de transporte convierte al alquiler de coches en la opción más utilizada. La mayoría de franquicias están representadas en el edificio del alquiler de coches.
La Autoridad de transportes de Kansas City opera la ruta 129x con un servicio de bus público al aeropuerto. Tan solo cuenta con 18 frecuencias diarias por sentido, entre las 6 AM y las 6 PM, de lunes a viernes. Opera entre la Terminal C (solo) y el centro ciudadano con paradas intermedias. El precio del billete era de $1.25 en 2006.
Se ofrecen también servicios regulares privados de lanzaderas de MCI a las ciudades regionales de los alrededores (incluyendo Saint Joseph, Misuri; Columbia, Misuri; Topeka, Kansas; Lawrence, Kansas); y bases militares (Fort Leonard Wood, Misuri; Fort Riley, Kansas; Fort Leavenworth, Kansas; y Whiteman Air Force Base, Misuri).
En noviembre de 2006, los votantes de Kansas City aprobaron un incremento durante los próximos 25 años de los impuestos sobre las ventas de 3/8 céntimos que ayudarán a pagar el sistema de metro ligero. Los planes iniciales pretendían ampliar las vías de ferrocarril del aeropuerto internacional de Kansas City en el norte, al Swope Park, el Teatro Starlight de Kansas City, y el Zoo de Kansas City en el sur, posibilitando otra opción de transporte a los viajeros de MCI. Esta idea fue más tarde desechada por el ayuntamiento de la ciudad en favor de la otra propuesta.

## Incidentes
- 16 de febrero de 1995 - Un McDonnell Douglas DC-8 de Air Transport International que volaba al Aeropuerto Metropolitano de Westover, que había abortado el despegue seis minutos antes debido a una pérdida del control de dirección, se estrelló en la pista 1L tras fallarle nuevamente el control de dirección y arrastrar la cola por la pista. Las tres personas a bordo murieron.[24]
- 8 de septiembre de 1989 - El vuelo 105 de USAir procedente del Aeropuerto Internacional de Pittsburgh cortó cuatro líneas de electricidad que estaban a 75 pies sobre el terreno a 7,000 pies al este de la pista 27 mientras efectuaba ajustes cuando el controlador aéreo de MCI hizo mención a que las luces se habían ido al sur del aeropuerto. El vuelo entonces aterrizó en Salina, Kansas. Ninguna de las 64 personas a bordo resultó herida.[25]
- 13 de abril de 1987 - El vuelo 721 de Buffalo Airways operado por Burlington Air Express, en un vuelo de carga desde el Aeropuerto Mid-Continent de Wichita, se aproximaba en una espesa niebla de media milla de visibilidad cuando se estrelló con la cresta de un monte de 950 pies de altura a tres millas de la cabecera de pista. Los cuatro ocupantes murieron en el siniestro—el peor accidente en la historia del aeropuerto.[26]

## Aeropuertos cercanos
Los aeropuertos más cercanos son:
- Aeropuerto Regional de Manhattan (167km)
- Aeropuerto Regional de Joplin (209km)
- Aeropuerto Regional de Columbia (219km)
- Aeropuerto Regional de Kirksville (222km)
- Aeropuerto Regional de Springfield-Branson (231km)